# Friedrich von Thun und Hohenstein

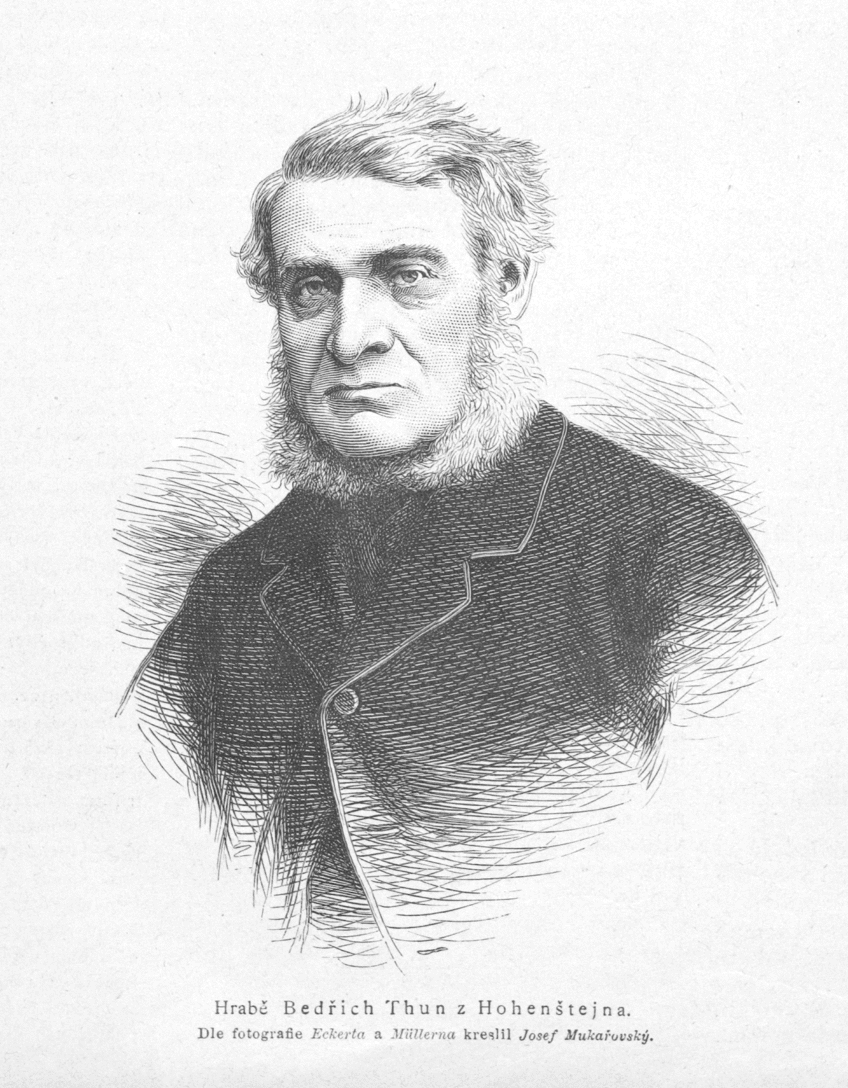
Friedrich von Thun und Hohenstein

Friedrich Franz Joseph Michael Graf von Thun und Hohenstein (* 8. Mai 1810 in Tetschen; † 24. September 1881 ebenda) war ein österreichischer Diplomat.

## Familie
Friedrich stammte aus dem in Tirol und Böhmen begüterten Adelsgeschlecht Thun und Hohenstein. Seine Eltern waren Graf Franz Anton von Thun und Hohenstein (1786–1873) und dessen Gattin, Theresia Maria, geborene Gräfin Brühl (1784–1844). Seine Mutter war die Tochter von Alois Friedrich von Brühl und Enkelin von Heinrich von Brühl. Er war Bruder von Leo von Thun und Hohenstein.
Friedrichs Schwester Josephine von Thun und Hohenstein (* 3. Oktober 1815 in Prag; † 13. März 1895 ebenda) war eine ausgezeichnete Pianistin. Sie wurde 1834 in Paris Schülerin von Frédéric Chopin, der ihr bei seinem Aufenthalt auf Schloss Tetschen im September 1835 seinen Walzer As-Dur op. 34 Nr. 1 widmete.
Er selbst heiratete am 15. September 1845 in Prag die Gräfin Leopoldine von Lamberg, Freiin von Stein und Guttenberg (1825–1902). Aus der Ehe gingen sieben Mädchen und vier Jungen hervor. Der Sohn Franz wurde Statthalter in Böhmen und kurze Zeit österreichischer Ministerpräsident. Ein weiterer Sohn war der Genealoge und Historiker Jaroslav (* 23. Mai 1864; † 5. März 1929).

## Leben
Friedrich von Thun und Hohenstein trat in den österreichischen diplomatischen Dienst ein. Er war 1843 bis 1847 Geschäftsträger in Turin. Danach war er seit 1847 Gesandter in Stockholm und 1849 in München. Von 1850 bis 1852 war er Bundestagsgesandter in Frankfurt und führte als Vertreter Österreichs den Vorsitz. Im Bundestag lieferte er sich heftige Auseinandersetzungen mit dem preußischen Gesandten Otto von Bismarck. Im Jahr 1852 wurde er zum außerordentlichen Gesandten in Preußen ernannt und mit dem Großkreuz des Leopold-Ordens ausgezeichnet. Im Jahr 1855 diente er Radetzky in der Lombardei. Zwischen 1857 und 1863 war Thun als Gesandter und bevollmächtigter Minister in Sankt Petersburg tätig. Danach trat er aus dem aktiven Staatsdienst aus.
Als böhmischer Großgrundbesitzer wurde er in den Böhmischen Landtag gewählt. Seit 1879 war er erbliches Mitglied im österreichischen Herrenhaus. Dort schloss er sich der feudalen Partei der Rechten seines Bruders Leo von Thun und Hohenstein an.